# كيفن سوليفان (صحفي)
كيفن سوليفان (بالإنجليزية: Kevin Sullivan)‏ هو صحفي أمريكي، ولد في 5 نوفمبر 1959.